# 한성룡
한성룡(韓成龍, 1923년~2009년)은 조선민주주의인민공화국의 정치인으로, 최고인민회의 제7·8·9·10·11기 대의원을 역임했다.